# Daniel von Stephani
Daniel von Stephani (bis 1698 Daniel Stephani; * 8. Januar 1623 in Bederkesa, Erzstift Bremen; † 3. April 1707, Berlin, Königreich Preußen) war kurbrandenburgischer Kammergerichtsrat und Lehnssekretär.

## Leben
Daniel von Stephani stammte aus der Umgebung von Bremen. Er war das Jüngste von neun Kindern aus der ersten Ehe des Schlosshauptmanns und Amtmanns in Bederkesa Dietrich Steffens († 1631) mit Magdalena Rothbart. Nach dem frühen Verlust seiner Eltern genoss Daniel eine Erziehung und Ausbildung u. a. in Bremen, Güstrow, Steinfurt, Heidelberg, Straßburg, Basel, Leiden und Utrecht. Seine erste Anstellung war als Hauslehrer bei den Söhnen des Landrichters Johann Sylvester Dankelmann.
Seit etwa 1662 war er Ephorus und Director studiosum (Prinzenerzieher) bei Aemil, einem Sohn von Kurfürst Friedrich Wilhelm, sowie kurfürstlicher Rat. 1665 wurde er zum Kammergerichtsrat in Berlin ernannt.
Um 1678 begründete Stephani die erste Wollmanufaktur in Brandenburg und eine Zuckersiederei mit einem Geschäftspartner. 1680 wurde er zum Geheimen Rat im Justizkollegium und Lehnsekretär (Leiter der kurfürstlichen Kanzlei für Lehnssachen) ernannt. In diesem Jahr erhielt er auch das Dorf Hohenlandin in der Uckermark. Er war außerdem Besitzer von Käthen in der Altmark.
1698 erhob ihn Kaiser Leopold I. in den Reichsadelstand, was 1701 von König Friedrich I. von Preußen bestätigt wurde.

## Familie
Daniel (von) Stephani war mit Eva Maria (* 2. September 1645 in Berlin; † 6. September 1719 Berlin), einer Tochter des Lehnsekretärs Johann Tornow verheiratet. Sie hatten acht Kinder, u. a. die beiden Söhne
- Daniel von Stephani (* 1678, † 8. November 1733), Dr. jur., erbte Hohenlandin, kaufte 1722 das Palais Blankenfelde in Berlin, ohne Nachkommen.
- Friedrich von Stephani (* 22. Juni 1679 Berlin; † 14. Mai 1736 Käthen), königlich preußischer Hauptmann, erbte Käthen, 1733 auch Hohenlandin, seine Söhne führten die Adelsfamilie fort.